# パサイク郡
パサイク郡（英: Passaic County [pəˈseɪ.ᵻk -]）は、アメリカ合衆国ニュージャージー州の郡。ニューヨーク都市圏の一部である。人口は52万4118人（2020年）。「パセーイク郡」「パセイク郡」とも表記される。郡庁所在地はパターソン。

## 都市
- パターソン（郡庁所在地）
- クリフトン
- パサイク
- ウェイン
- ウェストミルフォード West Milford
- ホーソーン Hawthorne
- リングウッド Ringwood
- ウッドランドパーク Woodland Park
- リトルフォールズ Little Falls
- ポンプトンレイク Pompton Lakes
- ワナーク Wanaque
- トトワ Totowa
- ヘイルドン Haledon
- ノースヘイルドン North Haledon
- ブルーミンデール Bloomingdale
- プロスペクトパーク Prospect Park

## 交通
ニュージャージー・トランジットのメインラインが郡を走っている。
2010年には、パターソンにパサイク-バーゲン・コミューター・ラインが開通する予定。

## 教育
- パサイク・カウンティ・コミュニティ・カレッジ
- ウィリアム・パターソン大学
- モントクレア州立大学

## 隣接する郡
- オレンジ郡 Orange County, New York - 北
- ロックランド郡 Rockland County, New York - 北東
- バーゲン郡 Bergen County, New Jersey - 東
- エセックス郡 Essex County, New Jersey - 南
- モリス郡 Morris County, New Jersey - 南西
- サセックス郡 Sussex County, New Jersey - 西